# Кристоф, Поль
Поль Кристоф (фр. Paul Christophe; род. 10 февраля 1971[…], Ле-Сабль-д’Олон) — французский политик, депутат Национального собрания Франции. Министр солидарности, автономности пожилых и равенства между мужчинами и женщинами (2024).

## Биография
Родился 10 февраля 1971 года в городе Ле-Сабль-д’Олон (департамент Вандея). Окончил Нантский университет. С 1991 года работал в муниципальных органах власти. В 2002 году переехал в город Тетегем, где до 2015 года работал генеральным директором сервисной компании.
Первый опыт политической деятельности для Поля Кристофа был неудачным — 2001 году он потерпел поражение на муниципальных выборах в коммуне Зюйдкоот, но в 2008 году сумел взять реванш и занять пост мэра этого поселка; в 2014 году он был переизбран мэром Зюйдкоота.
Политическая карьера Поля Кристофа стала получила новый импульс в 2012 года, когда он стал заместителем депутата Национального собрания по 14-му избирательному округу департамента Нор Жана-Пьера Декуля. В марте 2015 года он в марте с вице-мэром ассоциированной коммуны Мало-ле-Бен Мартин Арлабосс был избран в Совет департамента Нор от кантона Дюнкерк-2, где занял пост одного из вице-президентов, ответственного за окружающую среду и устойчивое развитие.
На выборах в Национальное собрание 2017 года стал кандидатом партии Республиканцы и сумел одержать победу.
В 2017 году вышел из партии Республиканцы и вступил в новую партию Действовать (Agir), ставшую частью президентского большинства.
В феврале 2018 года Поль Кристоф был назначен председателем Комиссии Национального собрания по расследованию вопросов безопасности и сохранности ядерных установок. В 2019 году во Франции окончательно запрещен электрический лов рыбы, Поль Кристоф был активным сторонником этого решения. Он постоянно выступал с осуждением этого метод рыболовства, ущерб от которого мог видеть на побережье Северного моря.
На выборах выборах в Национальное собрание в 2022 году сохранил мандат депутата. В Национальном собрании стал вице-президентом Комиссии по социальным вопросам.
21 сентября 2024 года получил портфель министра солидарности, автономности пожилых и равенства между мужчинами и женщинами при формировании правительства Барнье.
23 декабря 2024 года при формировании правительства Байру не получил никакого назначения.

## Политическая карьера
16.03.2008 — 31.07.2017 — мэр коммуны Зюйдкоот 

02.04.2015 — 01.07.2017 — вице-президент Совета департамента Нор 

c 02.04.2015 — член Совета департамента Нор от кантона Дюнкерк-2 

с 21.06.2017 — депутат Национального собрания Франции от 14-го избирательного округа департамента Нор